# Enhydrus atratus
Enhydrus atratus is een keversoort uit de familie van schrijvertjes (Gyrinidae). De wetenschappelijke naam van de soort is voor het eerst geldig gepubliceerd in 1877 door Régimbart.